# Eusemion
Eusemion is een geslacht van vliesvleugeligen uit de familie Encyrtidae. De wetenschappelijke naam van dit geslacht is voor het eerst geldig gepubliceerd in 1857 door Dahlbom.

## Soorten
Het geslacht Eusemion omvat de volgende soorten:
- Eusemion cornigerum (Walker, 1838)
- Eusemion longipennis (Ashmead, 1888)